# Кряш-Буляк
 Кряш-Буляк  — село в Ютазинском районе Татарстана. Входит в состав Байряки-Тамакского сельского поселения.

## География
Находится в юго-восточной части Татарстана на расстоянии приблизительно 13 км на северо-восток по прямой от районного центра поселка Уруссу у границы с Башкирией.

## История
Основано в 1919 году.

## Население
Постоянных жителей было: в 1938—325, в 1949—215, в 1958—175, в 1970—305, в 1979—247, в 1989—132, в 2002 году 184 (татары 87 %), в 2010 году 154.